# Andres Lauk
Andres Lauk (* 16. Oktober 1964 in Lümanda) ist ein ehemaliger estnischer Radrennfahrer und nationaler Meister im Radsport.

## Sportliche Laufbahn
Lauk war im Straßenradsport aktiv und begann 1985 mit dem Radsport. Er war Teilnehmer der Olympischen Sommerspiele 1996 in Atlanta. Im olympischen Straßenrennen belegte er den 49. Platz. 
1991 und 1994 gewann er die nationale Meisterschaft im Straßenrennen, 1993 wurde er Vizemeister und 1995 Dritter der Meisterschaft. 1985, 1990 und 1992 gewann er die Meisterschaft im Einzelzeitfahren. 1988, 1993 und 1994 wurde er Meisterschaftsdritter. 1996 holte er einen Etappensieg in der Niedersachsen-Rundfahrt, 1999 in der Mexiko-Rundfahrt. In Finnland siegte er 1999 im Mynämäen Ajot. 1993 wurde er Gesamtsieger der Istrien Spring Trophy. 1994 gewann er das einzige Etappenrennen seiner Heimat, die Saaremaa Velotuur, 1996 wurde er dort Zweiter.